# Palikowie
Palikowie (gr. Παλικοί Palikoí, łac. Palici) – w wierzeniach starożytnych Greków dwa bliźniacze bóstwa, synowie Zeusa i nimfy Talii (według innej wersji Adranusa i Talii, ewentualnie Hefajstosa i nimfy Ajtne).
Według mitów w obawie przed gniewem Hery ciężarna Talia ukryła się we wnętrzu ziemi. Po pewnym czasie ziemia się otwarła i wydała na świat Palików. Czczono ich jako opiekuńczych bogów bliźniaczych, przynoszącym pomyślność, pogodę i szczęście na morzu. Przy siarczystym jeziorze Leontinoj na Sycylii znajdowała się ich świątynia, stanowiąca azyl dla zbiegłych niewolników. Istniało też tam źródło, do którego wrzucano tabliczki z wypisanymi przysięgami.
Palikowie byli sycylijskimi boskimi bliźniętami. Mit o boskich bliźniętach jest szeroko znany w mitologii ludów indoeuropejskich.